# Allen Jung
Allen Jung (8 de agosto de 1909 – 12 de septiembre de 1982) fue un actor estadounidense nacido en California de ascendencia asiática, lo cual le permitió desarrollar papeles especializados en personajes japoneses durante los años 30 y 40. Intervino más en episodios de televisión a partir de los años 50 que en películas de cine, aunque se debe recordar su intervención en El guateque de 1968 junto a Peter Sellers.
Entre las películas en las que participó se pueden destacar:

## Filmografía
| Título                  | Año  |
| The Mask of Fu Manchu   | 1932 |
| Murder by Television    | 1935 |
| Passage from Hong Kong  | 1941 |
| We´ve never been licked | 1943 |
| Blood and Steel         | 1959 |
| Dimension 5             | 1966 |
| The Party El Guateque   | 1968 |
| Star Spangled girl      | 1971 |